# Ухта (аэропорт)
Ухта — аэропорт одноимённого города в Республике Коми. Расположен в посёлке Дальний.
Аэропорт Ухта входит в состав АО «Комиавиатранс». Аэровокзал работает с 8:00 до 20:00, обеспечивая пассажирам и воздушным судам постоянное обслуживание.

## Описание

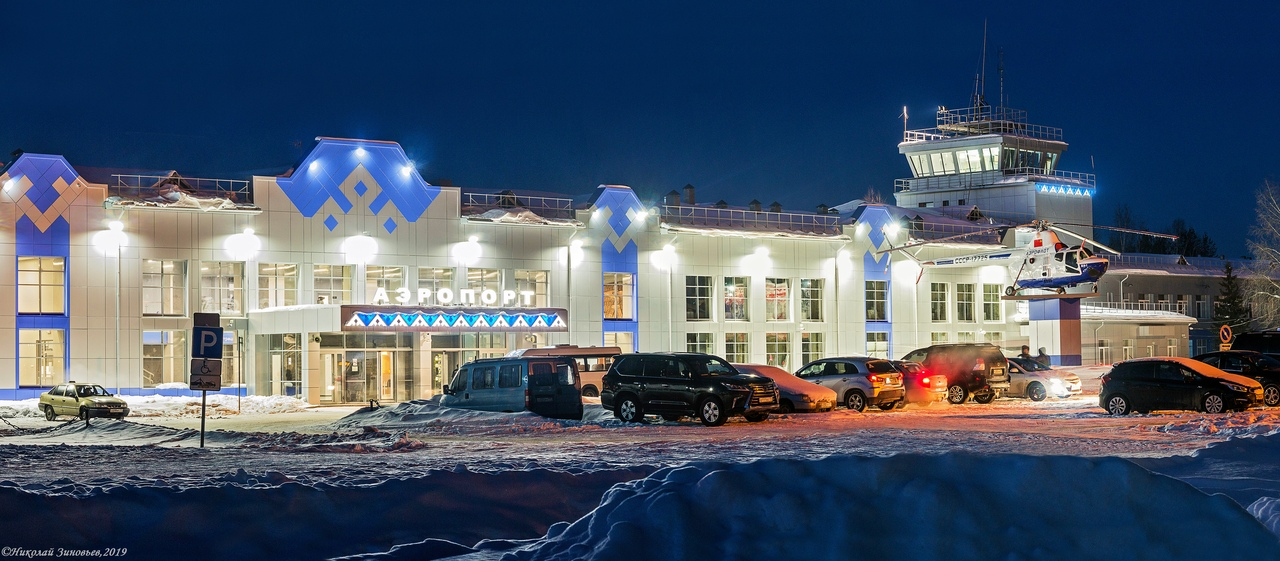
Аэропорт после капитального ремонта. Март 2019

Аэропорт занимается погрузкой и разгрузкой грузов, осуществляет сопровождение пассажиров. Компания предоставляет самолётам бортпитание и техническое обслуживание.
Аэропорт принимает самолёты среднего (вплоть до Ил-76) и малого класса, вертолёты всех типов.

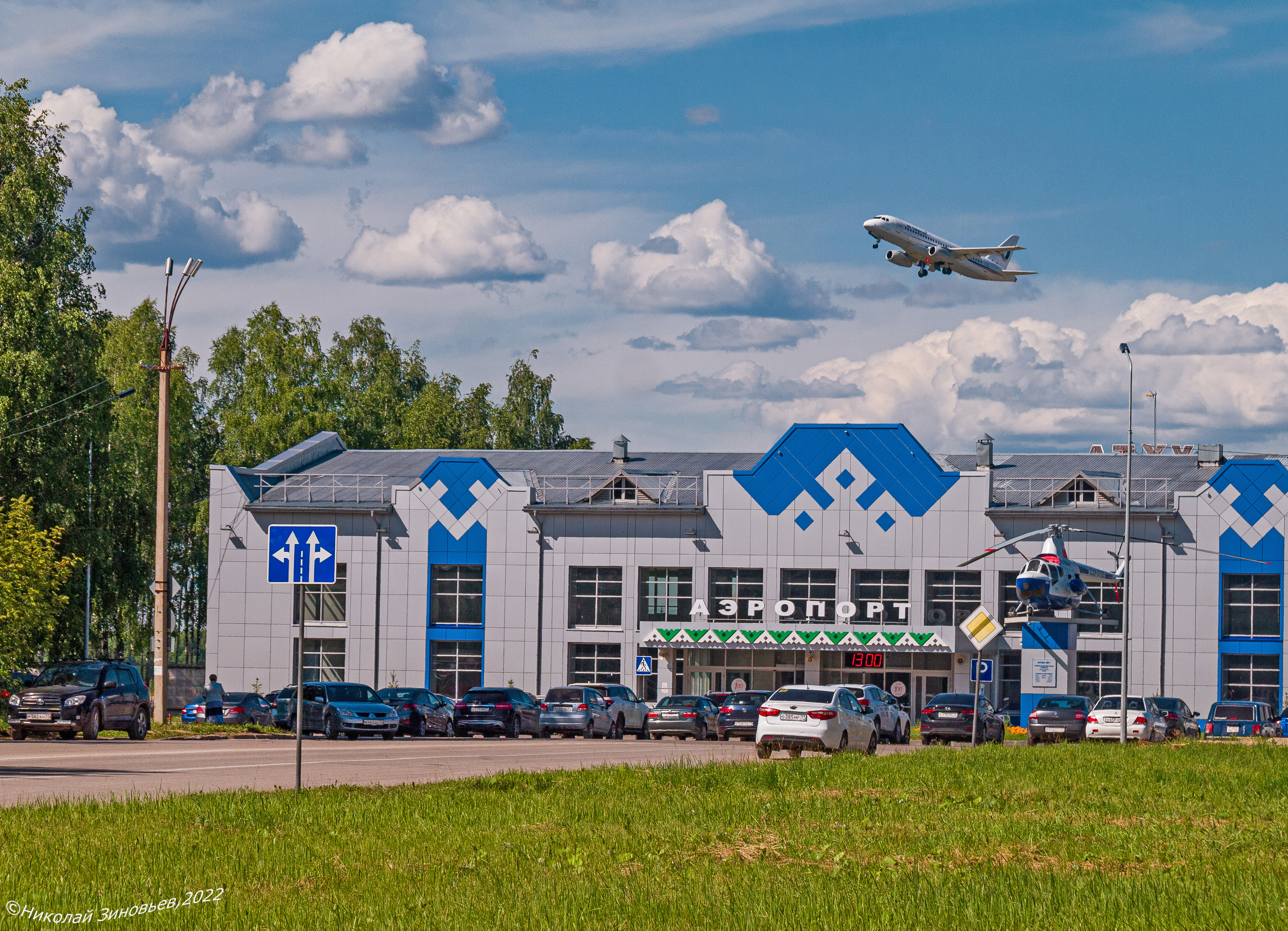
Взлет Sukhoi SuperJet 100 из аэропорта

В аэропорту базируется Ухтинский филиал Авиапредприятия ООО «Газпром авиа». Подразделение выполняет коммерческие воздушные перевозки и авиационные работы по нуждам ПАО «Газпром». Парк насчитывает порядка 20 вертолётов Ми-8Т и Ми-8АМТ.
Ремонт ИВПП и МС завершен в 2018 году. Ремонт здания аэровокзала начался летом 2018 года и завершен в 1 квартале 2019 года.

## Показатели деятельности

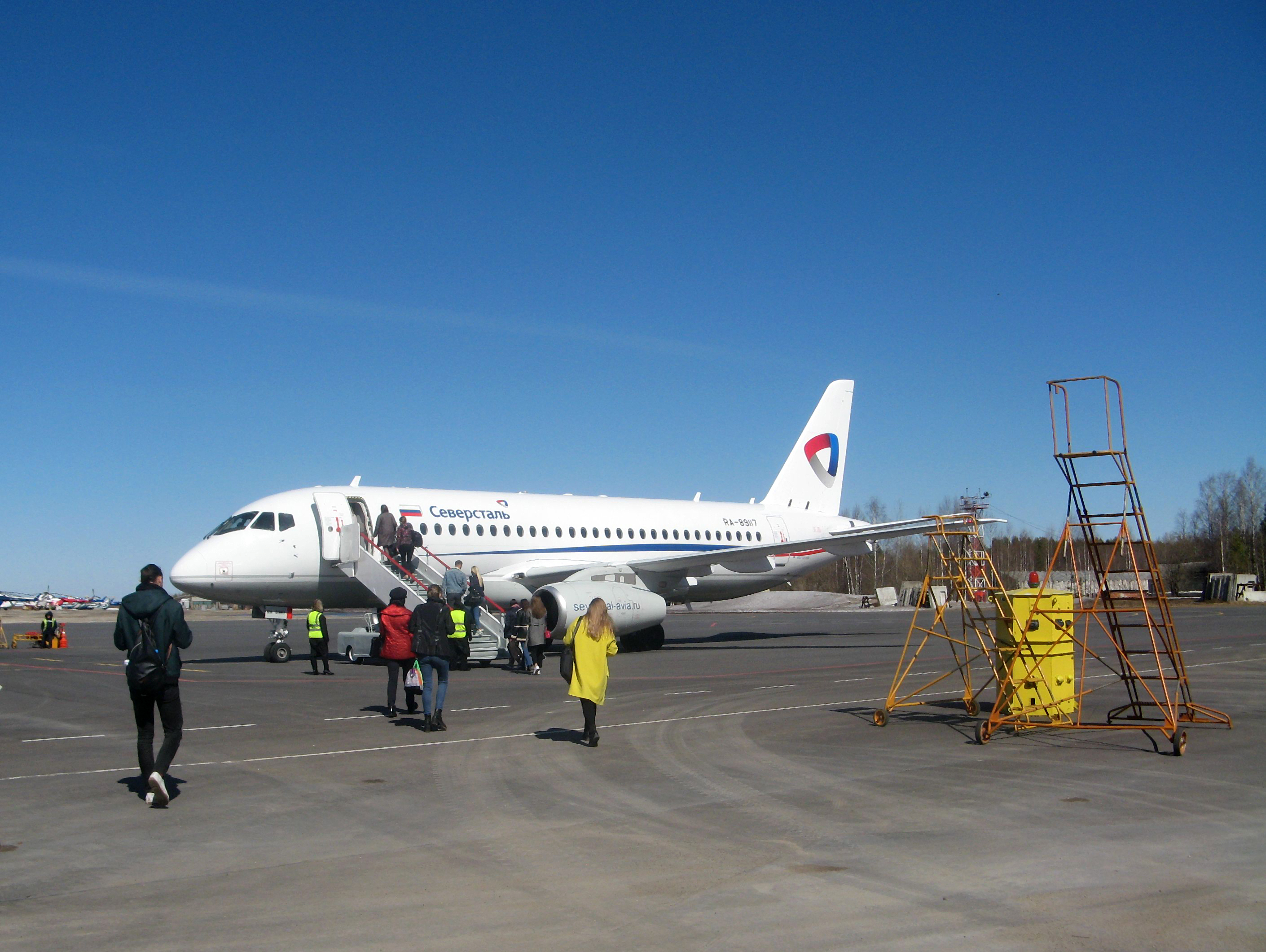
Sukhoi SuperJet 100 авиакомпании «Северсталь»

| год             | 2014 | 2015 | 2016 | 2017 |
| тыс. пассажиров | 89,6 | 95,2 | 92,5 | 82,5 |
| Источники:      |      |      |      |      |